# Ornithogalum transcaucasicum
Ornithogalum transcaucasicum är en sparrisväxtart som beskrevs av Pavel Ivanovich Misczenko och Aleksandr Alfonsovitj Grossgejm. Ornithogalum transcaucasicum ingår i släktet stjärnlökar, och familjen sparrisväxter. Inga underarter finns listade i Catalogue of Life.